# Базуров, Борис Евгеньевич
Борис Евгеньевич Базуров (26 мая 1959 — 12 февраля 2022) — российский композитор, музыкант, дирижёр, педагог, этномузыколог, признанный в мире российский исполнитель на стике Чепмена, создатель авторской музыкальной системы «гуслетар».

## Биография
Родился 26 мая 1959 года. В 1981 году закончил Государственный музыкально-педагогический институт имени Гнесиных (ныне — Российская академия музыки имени Гнесиных).
С 1979 по 1981 годы был солистом Ансамбля народной музыки под управлением Дмитрия Покровского. В 1980-е годы руководил фольклорными ансамблями «Круг» и «Русичи». В 1987 году основал этно-рок группу «Народная Опера», которой руководил до последних дней.
Занимался реконструкцией таких этнических коллективов, как оркестр владимирских рожечников, новгородский скомороший ансамбль гудошников и гусляров, мужской хор воинского древнерусского стиля. Сольно исполнял былины и духовные канты под аккомпанемент колёсной лиры, гуслей и других аутентичных инструментов. Использовал и современные инструменты, стал признанным в мире исполнителем на стике Чепмена. Разработал оригинальный инструмент «гуслетар», идеей которого стало соединение конструкции гуслей и стика Чепмена.
Среди авторских произведений Бориса Базурова — рок-оперы, саундтреки к кинофильмам и другие произведения на стыке симфонической, этнической и современной музыки.
Ушёл из жизни 12 февраля 2022 года. О смерти музыканта сообщил его друг и коллега Сергей Старостин. Подтверждение в СМИ появилось лишь день спустя.

## Дискография
Симфонические произведения Бориса Базурова:
- рок-опера «Казак Разин Степан» (1985—1991), анонсированная как «первая русская этно-рок опера»;
- рок опера «Рюрик конунг русский» (2000—2006);
- этно-джазовый мюзикл «Снежимочка» (1993—1995) по мотивам ранней поэзии Велимира Хлебникова;
- симфоническая увертюра «Пугачёвщина» (2000) на темы последнего нереализованного оперного проекта Модеста Мусоргского «Лейб-Кампанцы»;
- кроссовер-оратория «Псалмофония 2000» (1999);
- этническая сюита «Эхо языческой Руси» (1990).

Оригинальная музыка в кино:
- 1989 — Дело прошлое (мультфильм)
- 1994 — Курочка Ряба
- 2003 — Лев зимой
- 2003 — Гармонист (мультфильм)
- 2004 — МУР есть МУР
- 2005 — Человек войны
- 2006 — Игра в шиндай
- 2006 — Червь
- 2007 — Ночные посетители
- 2007 — Оплачено смертью
- 2008 — Братья Карамазовы
- 2010 — Воробей

Участие в записи музыки для кино:
- 1981 — Родня (основной автор музыки — Эдуард Артемьев);
- 1984 — Мёртвые души (основной автор музыки — Альфред Шнитке)
- 1985 — Русь изначальная (основной автор музыки — Алексей Рыбников);
- 1986 — Архангельские новеллы (часть анимационного сборника «Смех и горе у Бела моря»);
- 2006 — Тихий Дон (телесериал, 2006) (основной автор музыки — Луис Бакалов).

Оригинальная музыка к пьесам:
- А. Н. Островский, «Гроза» (МХАТ им. Чехова, Москва, 1994, реж. Д. Брусникин);
- А. Н. Толстой, «Любовь — книга золотая» (Драм. театр «Сопричастность», Москва, 1995, реж. И. Сиренко);
- А. С. Кончаловский, «Наша древняя столица» (Москва, 1997, реж. А. Кончаловский; поставлено на Красной площади в дни празднования 850-летия Москвы);
- А. Стринберг, «Мисс Жюли» (Театр на Малой Бронной, Москва, 2005, реж. А. Кончаловский);
- А. Н. Островский, «Последняя жертва» (Белгородский драм. театр, 2006, реж. А. Слюсаренко).

Кроме того, в 1984 году Базуров впервые поставил на сцене «традиционную народную драму-комедию „Лодка“».

## Фильмография
- 2004—2013 — «Кулагин и партнёры»
- 2008 — Братья Карамазовы — музыкант в Мокром

## В изобразительном искусстве
В 1984 году Борис Базуров позировал русскому историческому живописцу Вячеславу Назаруку для полотна «Боян». Картина стала первым достоверным изображением реконструированных древнерусских арфовых гуслей новгородского типа XIII века в русской классической живописи.